# Pseudomphrale clausa
Pseudomphrale clausa är en tvåvingeart som först beskrevs av Friedrich Hermann Loew 1873.  Pseudomphrale clausa ingår i släktet Pseudomphrale och familjen fönsterflugor.
Artens utbredningsområde är Turkmenistan. Inga underarter finns listade i Catalogue of Life.